# Titularbistum Domitiopolis
Domitiopolis (historisch) (ital.: Domiziopoli) (bis 1925), dann Dometiupolis (ital.: Domeziupoli) (bis 1929), dann Dometiopolis (ital.: Domeziopoli) war und ist ein Titularbistum der römisch-katholischen Kirche.
Es geht zurück auf Domitiopolis, einen Bischofssitz in Kleinasien, der zur Provinz Isaurien und zur Kirchenprovinz Seleucia in Isauria (Seleucia Trachea) gehörte.
| Titularbischöfe von Domitiopolis/Dometiopolis |                                               |                                                    |                    |                    |
| Nr.                                           | Name                                          | Amt                                                | von                | bis                |
| 1                                             | Zacharias Stumpf                              | Weihbischof in Würzburg (Deutschland)              | 22. September 1636 | 30. Januar 1641    |
| 2                                             | Adam Groß                                     | Weihbischof in Würzburg (Deutschland)              | 13. Juli 1644      | 11. Januar 1645    |
| 3                                             | Johann Melchior Söllner                       | Weihbischof in Würzburg (Deutschland)              | 7. Dezember 1648   | 16. Mai 1666       |
| 4                                             | Stephan Weinberger                            | Weihbischof in Würzburg (Deutschland)              | 3. August 1667     | 13. Juni 1703      |
| 5                                             | Johann Christoph Haus                         | Weihbischof in Basel (Schweiz)                     | 26. Januar 1705    | 12. September 1725 |
| 6                                             | Franciszek Kaznowski                          | Weihbischof in Posen (Polen-Litauen)               | 7. September 1729  | 1732               |
| 7                                             | August Józef Czarnecki                        | Weihbischof in Kiew (Polen-Litauen)                | 22. Juni 1733      | 1739               |
| 8                                             | Franz Karl Joseph Reichsgraf von Fugger-Glött | Weihbischof in Konstanz (Deutschland)              | 20. Juli 1739      | 3. April 1768      |
| 9                                             | Ludwig Philipp Behlen                         | Weihbischof in Mainz (Deutschland)                 | 11. September 1769 | 22. Juni 1777      |
| 10                                            | Antonio Maria Sacconi OFM                     | Apostolischer Vikar von Shanxi (Kaiserreich China) | 7. Oktober 1778    | 5. Februar 1785    |
| 11                                            | Eugène-Étienne Charbonnier MEP                | Apostolischer Vikar von Ost-Cochin (Vietnam)       | 9. September 1864  | 7. August 1878     |
| 12                                            | Alfonso Maria Giordano CSsR                   | Koadjutorbischof von Calvi e Teano (Italien)       | 6. Mai 1881        | 20. Oktober 1884   |
| 13                                            | Pierre-Ferdinand-Adrien Simon MEP             | Apostolischer Vikar von Nordbirma (Birma)          | 24. Februar 1888   | 20. Juli 1893      |
| 14                                            | José Ramón Quesada y Gascón                   | Weihbischof in Toledo (Spanien)                    | 18. Mai 1894       | 24. März 1898      |
| 15                                            | István Vilmos                                 |                                                    | 28. November 1898  | 16. Dezember 1901  |
| 16                                            | Augustín Fischer-Colbrie                      | Koadjutorbischof von Košice (Slowakei)             | 27. Dezember 1904  | 6. August 1906     |
| 17                                            | Arthur Béliveau                               | Weihbischof in Saint-Boniface (Manitoba, Kanada)   | 24. Mai 1913       | 9. November 1915   |
| 18                                            | Agostino Migliore                             | Weihbischof in Nola (Italien)                      | 2. Februar 1918    | 14. Februar 1920   |
| 19                                            | István Uzdóczy-Zadravecz OFM                  | Militärbischof von Ungarn                          | 23. März 1920      | 13. November 1965  |